# Daniel Seghers

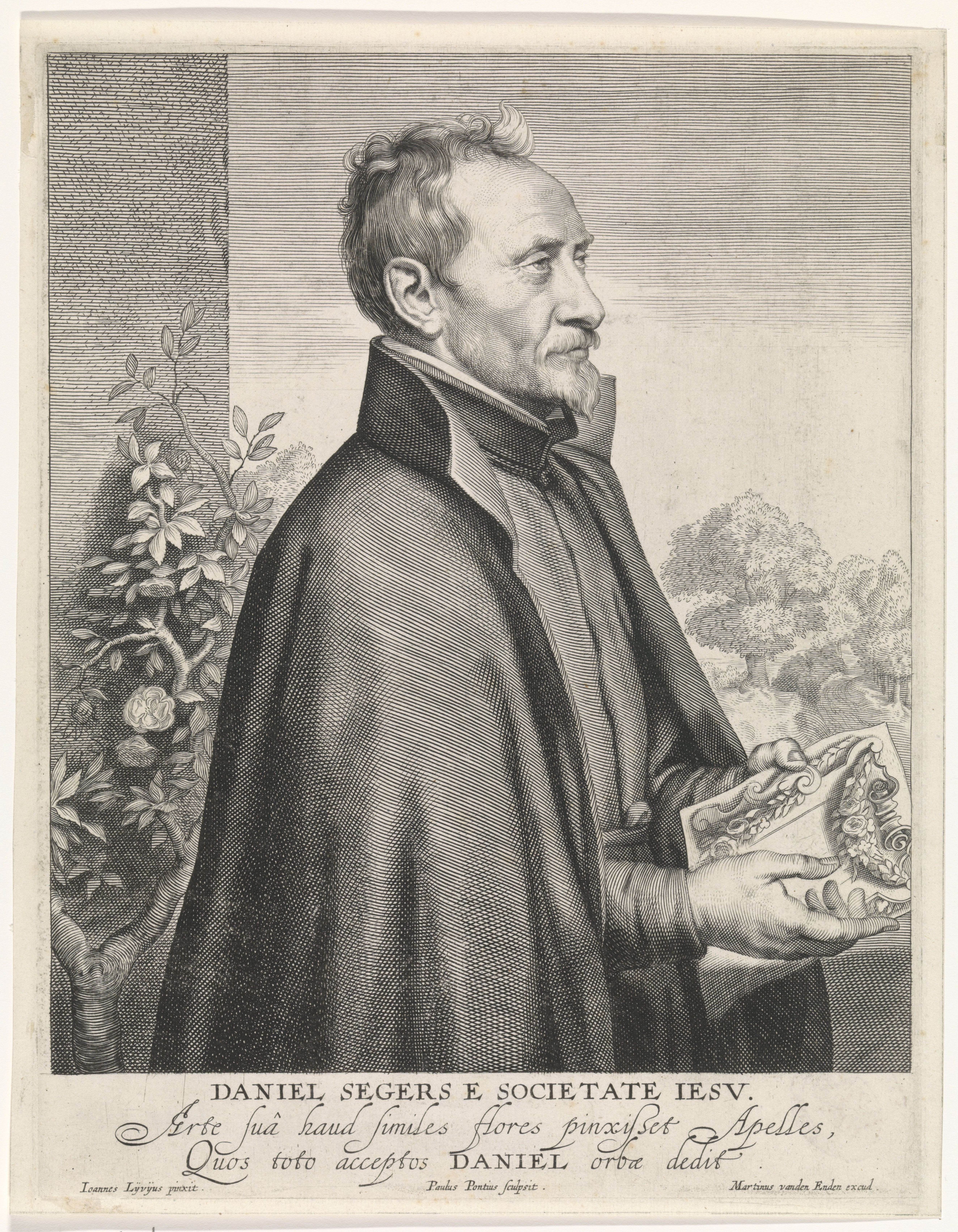
Retrato de Daniel Seghers; grabado de Paulus Pontius según Jan Lievens.

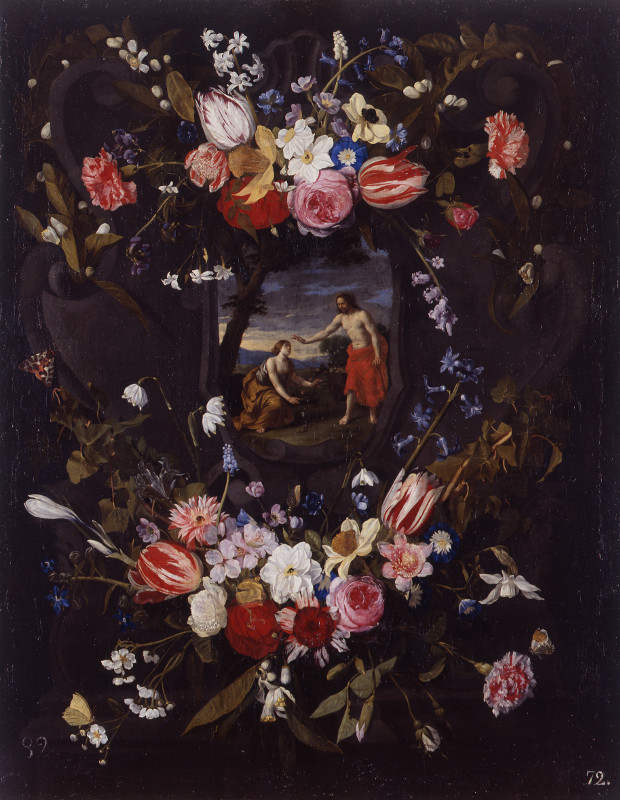
Guirnalda de flores con el Noli me Tangere, óleo sobre lienzo (91 x 72 cm.), Museo de Bellas Artes de Valencia.

Daniel Seghers (Amberes, 3 de diciembre de 1590-2 de noviembre de 1661) fue un jesuita y pintor barroco flamenco. Discípulo de Jan Brueghel el Viejo, Seghers se especializó en la pintura de flores, particularmente en la forma de cartelas rodeadas por guirnaldas, género que él contribuyó a fijar con sus pinturas muy apreciadas por las cortes europeas.

## Biografía
Nacido en Amberes, a la muerte de su padre, hacia 1601, su madre emigró a Utrecht en las Provincias Unidas neerlandesas donde el joven Daniel recibió una educación calvinista. Retornado a Amberes entró en el taller de Jan Brueghel de Velours, inscribiéndose como pintor en 1611 en el Gremio de San Lucas. Convertido al catolicismo, quizá por la influencia de su maestro, en 1614 ingresó en Malinas en el noviciado de la Compañía de Jesús. 
Completada su formación religiosa regresó a Amberes, donde colaboró con Jan Brueghel y Peter Paul Rubens en la decoración de la Iglesia de San Ignacio de Amberes (actual Iglesia de San Carlos Borromeo), como especialista ya en la pintura de flores. Tras una estancia en Bruselas, en 1625 hizo sus votos como hermano lego jesuita y fue enviado a Roma donde permaneció por espacio de dos años, completando allí su formación artística. De vuelta en Amberes en 1627 permaneció allí hasta su muerte en 1661 dedicado a su trabajo de pintor con una producción abundante.

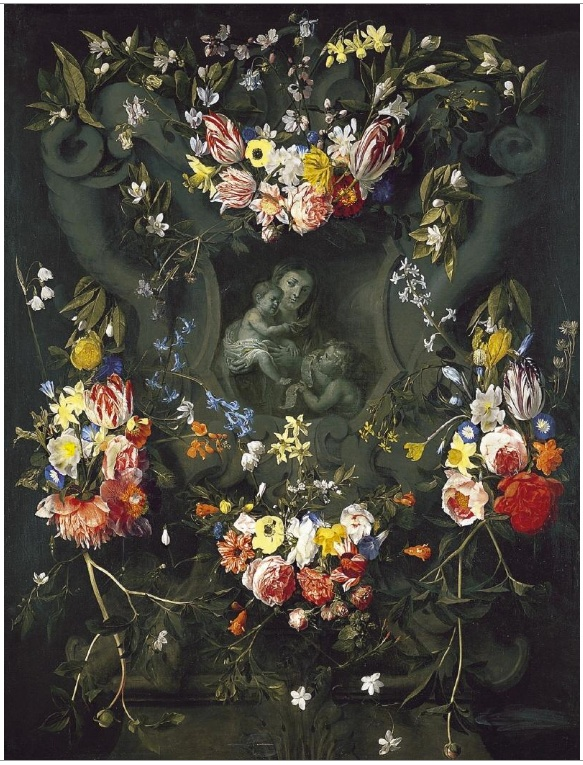
Daniel Seghers y Erasmus Quellinus II: Guirnalda con flores con la Virgen, el niño y San Juanito, Madrid, Real Academia de Bellas Artes de San Fernando, Madrid.

## Obra
Seghers contribuyó decisivamente a desarrollar un género de imagen religiosa muy estimado por la Contrarreforma en la que un pasaje evangélico, algún santo u otro símbolo religioso aparece rodeado por una guirnalda de flores. En Seghers esas flores serán habitualmente tulipanes y rosas dispuestas con libertad en grupos ligeros e iluminadas por una luz que parece nacer del interior de las propias flores.
Para las figuras, enmarcadas en cartelas de piedra formando nichos de color oscuro y diseño manierista, y en ocasiones pintadas en grisalla para acentuar su carácter de objetos devocionales, Seghers contó con la colaboración de otros artistas, entre ellos el propio Rubens y, con mayor frecuencia, Cornelis Schut, Erasmus Quellinus II o Thomas Willeboirts Bosschaert, quien se menciona como su asistente.
En un proceso inverso, parece probable que durante su estancia en Roma, donde configuró definitivamente su personal manera de interpretar el tema, Seghers completase con sus flores algunas pinturas preexistentes del Domenichino.
Su pintura gozó de gran aceptación desde el primer momento, contándose entre sus coleccionistas algunos de los más destacados príncipes y aristócratas europeos, quienes en ocasiones recibían los cuadros de Seghers como regalos de los jesuitas en gratitud por sus contribuciones al sostenimiento de sus colegios. Entre otros, Federico Enrique de Orange-Nassau, Cristina de Suecia, los reyes de Inglaterra Carlos I y Carlos II, quien visitó al artista en 1649, o la reina María de Medicis dispusieron de sus pinturas, lo que permite explicar la dispersión de las obras de Seghers y su presencia en los principales museos europeos. Sus obras llegaron también tempranamente a España donde ejercerían una importante influencia en los círculos cortesanos, contribuyendo decisivamente a la aceptación del género y su evolución en la obra de artistas como Juan de Arellano.

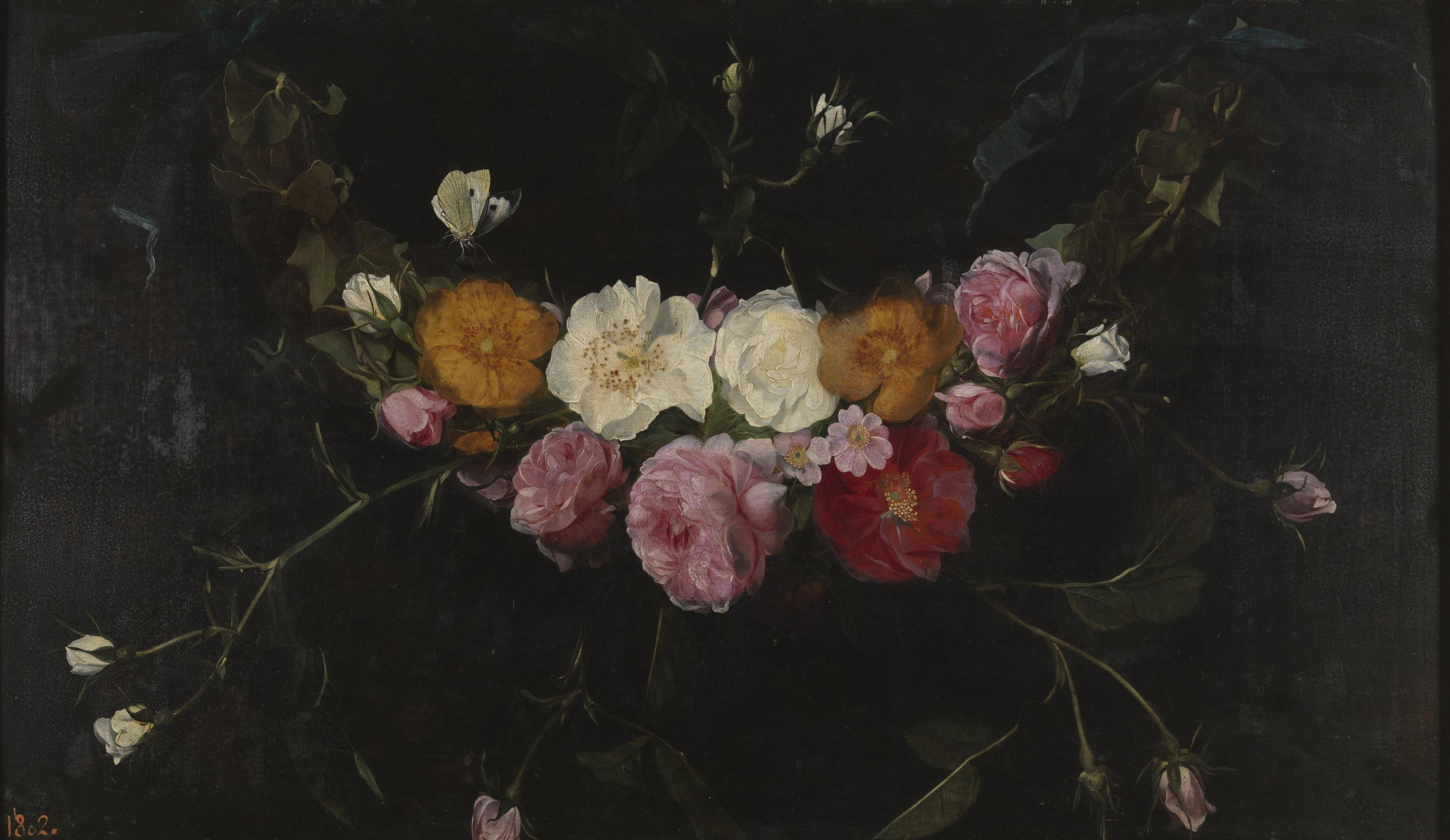
Guirnalda de rosas, óleo sobre tabla, 39 x 72 cm, Madrid, Museo del Prado.

En España existe un buen conjunto de sus obras; el Museo del Prado conserva alrededor de seis piezas de su autoría en solitario y otras cuatro con colaboraciones de Cornelis Schut o Erasmus Quellinus. Mientras en la Real Academia de Bellas Artes de San Fernando se le atribuyen dos piezas y otra segura con colaboración de Quellinus. Por otra parte el Museo de  Bellas Artes de Valencia cuenta con una Guirnalda de flores con el Noli me Tangere.